# مسیحیت در یمن

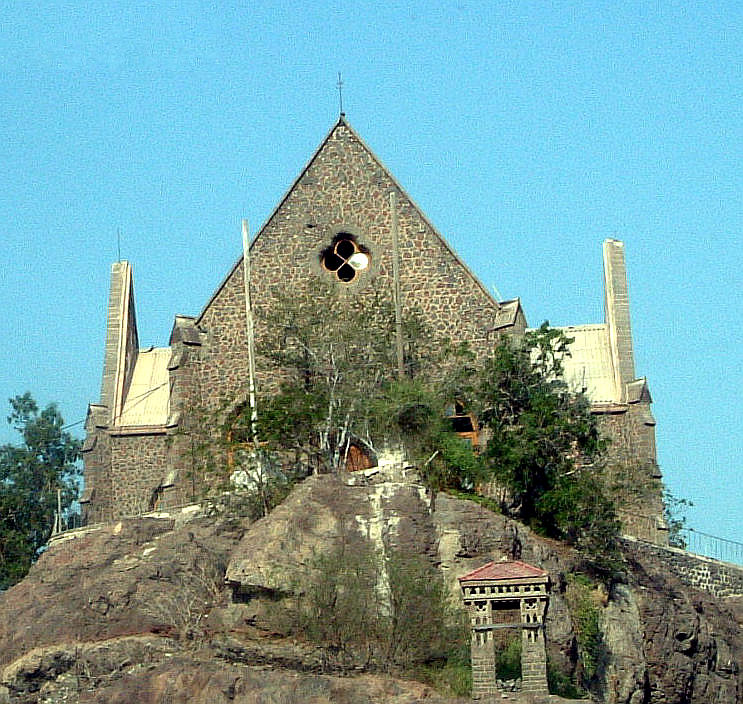
کلیسای انگلیکان ‍‍‍پیشین در عدن

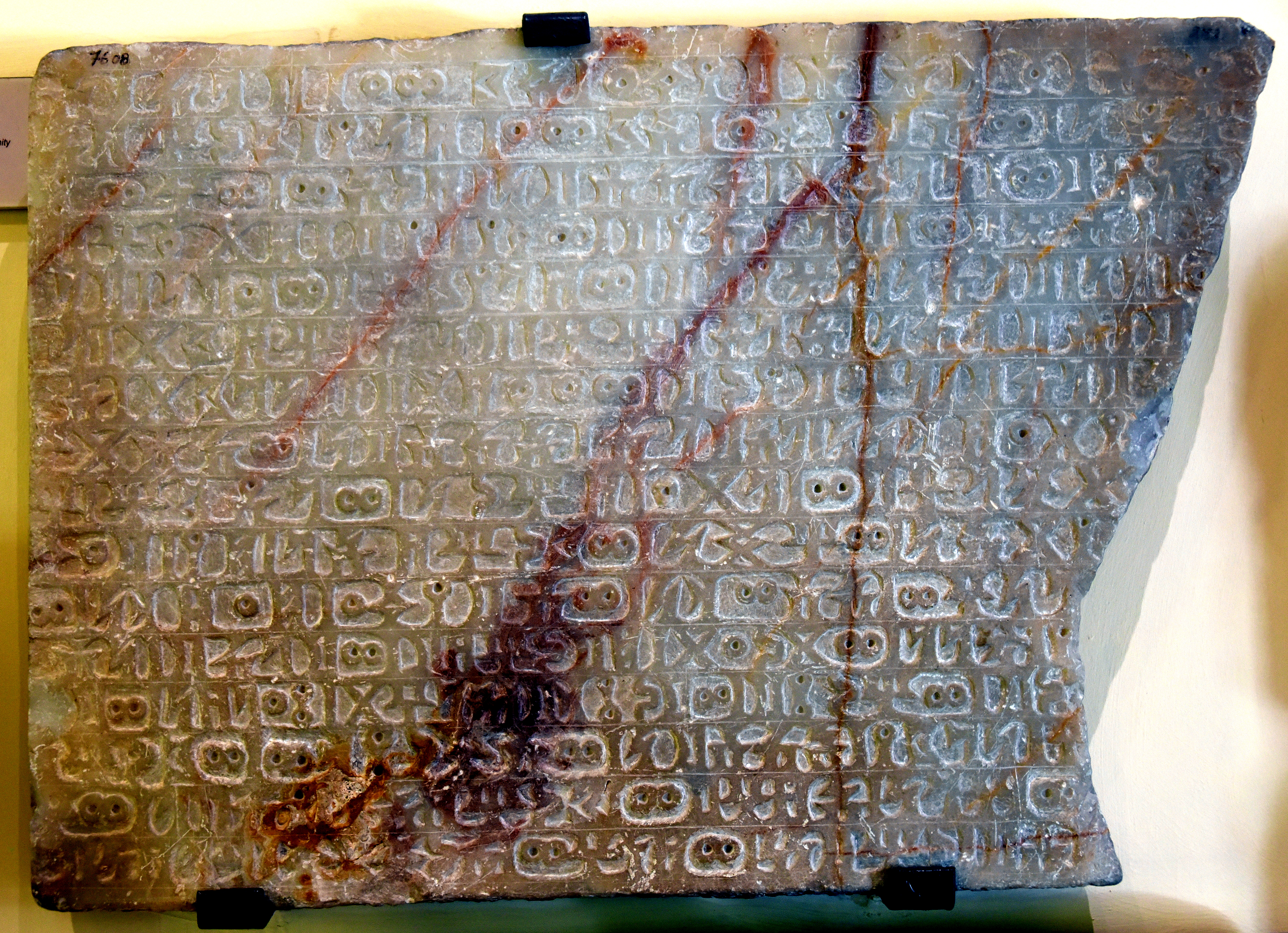
صفحهٔ مرمرین با خط باستانی عربستان جنوبی دربارهٔ مسیحیت. از یمن، سدهٔ ششم میلادی. موزهٔ شرق باستان، استانبول

مسیحیت در یمن یک اقلیت دینی است. قانون اساسی یمن از آزادی دینی یاد کرده است. شهر عدن سه کلیسا دارد. شهر صنعا هم خدمات پروتستان هفتگی دارد. مسیحیت در سده ششم، پیش از آنکه اسلام به یمن برود، دینی گسترده در قلمرو امروزین این کشور بود. پس از تاخت‌وتاز اتیوپی‌ها به یمن، پادشاهی آکسوم که در اتیوپی جای داشت از جامعهٔ مسیحی بومی پشتیبانی و تلاش کرد پیشرفت مسیحیت را در این سرزمین بهبود ببخشد. این رخداد به سرکوب کین‌جویانهٔ یهودیان یمن از سوی فرمانروایان تازه‌شان انجامید.

## امروزه

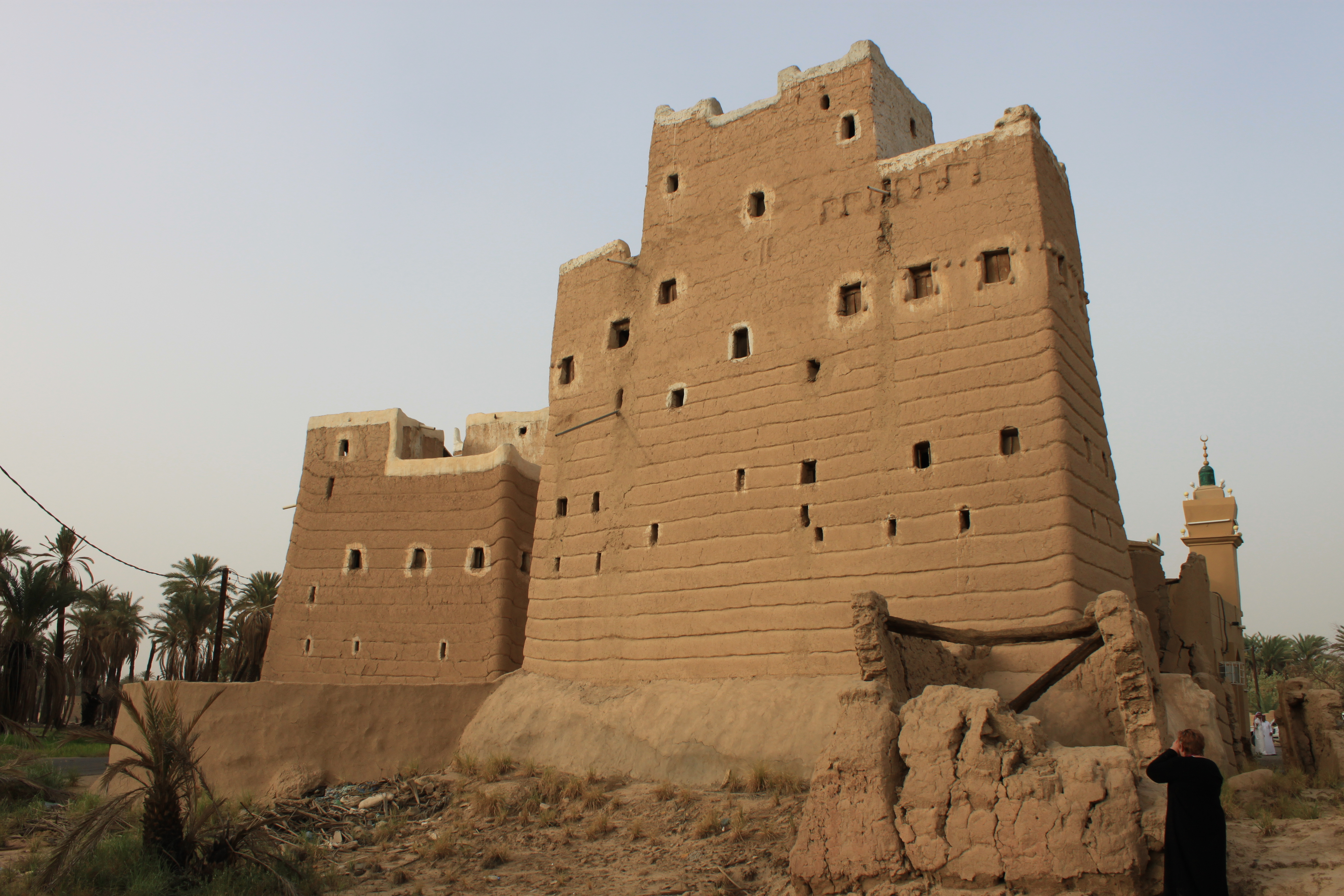
ذونواس یوسف اسار الحیاری، هم‌پیمان ایرانیان، رویاروی مسیحیت در نجران ایستاد.

بر پایهٔ یک برآورد در سال ۲۰۰۸، سه هزار مسیحی در یمن زندگی می‌کنند که بیشتر آنها بیگانگان و همچنین باشندگان موقت هستند. پیو تمپلتون پروژهٔ آیندهٔ دینی جهان، شمار مسیحیان یمن را چهل هزار تن برآورد می‌کند. نزدیک ۴ هزار کاتولیک در یمن می‌زیند که به معاونت عربستان وابستگی دارند.
دانشنامهٔ جهانی مسیحی، ویرایش دوم، پوشینه ۱، کلیسای ارتدکس اتیوپی و کلیسای ارتدکس روسیه را به عنوان بزرگ‌ترین شاخه‌ها در یمن بازگو می‌کند. شهر عدن سه کلیسای کاتولیک و یک کلیسای انگلیکان دارد. شهر صنعا هم خدمات پروتستان هفتگی دارد. گروه‌های مسیحی از چندین کشور در یمن فعال هستند. چند بیمارستانِ بنیادهای مسیحی خارجی هم در یمن کار می‌کنند.
پروتستان‌ها کمتر از یک درصد از مردمان یمن را تشکیل می‌دهند. یک جماعت باپتیست آمریکایی وابسته به بیمارستانی در جبله وجود دارد.
کلیسای انگلیکان گرداندن دو درمانگاه خیریه در عدن را بر دوش دارد. برخی می‌گویند که پیوندهای میان مسیحیان و مسلمانان به آزادی دینی کمک می‌کند.
روی گرداندن از اسلام به مسیحیت از سوی دولت به رسمیت شناخته نشده‌است. یک پژوهش در سال ۲۰۱۵ برآورد می‌کند که ۴۰۰ مسیحی با پیشینهٔ مسلمانی در این کشور زندگی می‌کنند.
بودوباش مسیحیان در یمن به سده چهارم پس از میلاد برمی‌گردد كه شماری از حیمیری‌ها را در خود جای می‌داد.
امروزه، آمار رسمی از شمار آنها در دست نیست، ولی میان ۳۰۰۰ تا ۲۵۰۰۰ نفر برآورد می‌شوند که بیشتر آنها پناهنده یا باشندگان موقت هستند.
روی گرداندن از اسلام و پایه‌گذاری بنیادهای دینی در قانون اساسی و در جایگاه حقوق قانونی به رسمیت شناخته نشده‌است.

## بن مایه
- همکاری‌کنندگان ویکی‌پدیا، «Christianity in Yemen»، ویکی‌پدیای انگلیسی، دانشنامهٔ آزاد (بازیابی ۲۵ اردیبهشت ۱۴۰۱)